# Dmitrij Tursunov
Dmitrij Igorevič Tursunov (rus. Дми́трий И́горевич Турсу́нов) (Moskva, Rusija, 12. prosinca 1982.) je ruski tenisač. Kao perspektivni junior, Tursunov je s 12 godina otišao trenirati u SAD. S Rusijom je 2006. godine osvojio Davis Cup dok je sljedeće godine s reprezentacijom nastupio u finalu gdje su poraženi od SAD-a.
Preferira igranje na brzoj podlozi a sponzori su mu Fila i Wilson.

## Teniska karijera
Tursunov je tenis počeo trenirati u rodnoj Moskvi dok se kasnije preselio u Sjedinjene Države gdje ga je trenirao Vitalij Gorin.
Svoj prvi teniski meč je odigrao u lipnju 1998. godine na futuresu u Los Angelesu gdje je u prvom kolu pobijedio Chrisa Groera. Sljedeće godine je nastupao na futuresima u SAD-u i Filipinima te je ondje stigao do dva polufinala i četvrtfinala.
U siječnju 2000. je slomio nogu zbog čega je propustio prva četiri mjeseca sezone. Nakon što se vratio na teniske terene, nastavio se natjecati po američkim futuresima. Na turniru u floridskom Hainse Cityju je stigao do finala u kojem je poražen od Australca Jaymona Crabba.
2003. godine Tursunov je izborio svoj prvi nastup na Grand Slamu te je na US Openu porazio Gustava Kuertena u pet setova. Tijekom 2005. je stigao do četvrtog kola Wimbledona gdje je poražen od Sébastiena Grosjeana.
Za ruskog tenisača je 2006. godina bila veoma uspješna. Najprije je stigao do četvrtfinala ATP turnira u Dohi i Sydneyju dok je na Roland Garrosu stigao do trećeg kola. 24. srpnja 2006. je nastupio na svojem prvom singl ATP finalu u Los Angelesu gdje je s 4–6, 7–5, 6–3 poražen od Nijemca Tommyja Haasa. Nakon toga uslijedio je uspjeh osvajanjem Mumbaija pobijedivši Tomáša Berdycha. Tursunov je 2. listopada bio dvadeseti na ATP ljestvici što mu je dosad najbolji doseg karijere. Početkom prosinca, tenisač je kao član ruske reprezentacije nastupio u finalu Davis Cupa protiv Argentine. Zajedno s Maratom Safinom je pobijedio u igri parova a Rusija je osvojila turnir s tijesnih 3:2.
Tijekom 2007. godine Tursunov je u singlu osvajao turnire u Indianapolisu i Bangkoku dok je u tandemu sa sunarodnjakom i suigračem iz reprezentacije Maratom Safinom osvojio moskovski Kremljin kup. Za rusku tenisku reprezentaciju je nastupao u polufinalu i finalu Davis Cupa. U polufinalu protiv Njemačke je izgubio u igri parova zajedno s Mihailom Južnjim. Za razliku od polufinala, Tursunov je u finalu protiv SAD-a igrao u dva meča singla ali je u oba izgubio od Andyja Roddicka i Jamesa Blakea. Na turniru održanom u Portlandu, SAD je postao novi Davis Cup prvak s ukupnom pobjedom od 4:1.
Osim na Davis Cupu, Tursunov je za rusku reprezentaciju nastupao i na Olimpijadi u Pekingu 2008. gdje je već na početku poražen od prvog nositelja, Švicarca Rogera Federera. Na olimpijskom turniru nastupao je i u igri parova zajedno s Mihailom Južnjim. Njih dvojica su u prvom kolu pobijedili branitelje naslova, Čileance Fernanda Gonzáleza i Nicolása Massú rezultatom 7–6, 6–4. U drugom kolu Rusi su poraženi od švicarskog para Federer - Wawrinka koji je u konačnici osvojio olimpijski naslov.
Tursunov svoj peti ATP naslov osvaja 5. listopada 2008. u Metzu porazivši u finalu domaćeg predstavnika Mathieua.
Ruski tenisač je 20. lipnja 2009. nastupio u finalu Eastbournea protiv Kanađanina srpskog podrijetla Franka Dancevica. Ovo je bilo njihovo drugo međusobno finale, ovaj puta na travi a Tursunov je pobijedio po drugi puta rezultatom 6–3, 7–6. Nakon mjesec dana, u paru s Latvijcem Gulbisom osvojio je turnir u Indianapolisu savladavši u finalu australski par Fisher - Kerr. To mu je ujedno bilo i treće finale na tom turniru. Također, to je i bila posljednja godina da se turnir održavao u Indianapolisu jer je 2010. preseljen u Atlantu.
Svoj drugi Kremljin kup u paru, Tursunov je osvojio 24. listopada 2010. zajedno sa sunarodnjakom Kunicinom. Posljednji turnir u singlu, Tursunov osvaja 18. lipnja 2011. u nizozemskom 's-Hertogenboschu. Ondje je nakon 76 minuta igre pobijedio hrvatskog predstavnika Ivana Dodiga sa 6–3, 6–2. Iako je uoči dolaska u 's-Hertogenbosch imao samo pet pobjeda i šest poraza te sezone na Touru, pokazao je zbog čega je svojedobno držao i 20. mjesto na ATP ljestvici.
Zanimljiv je ostao Tursunovljev nastup na ATP turniru u Rotterdamu u veljači 2014. Ondje je izgubio živce tijekom prvog kola protiv bugarskog tenisača Grigora Dimitrova. Nakon što je dobio prvi set sa 6–2, u drugom setu je kod vodstva 2–1 dobio opomenu zbog prekoračenja dopuštenog vremena između poena. Tada je glavnom sucu Cedricu Mourieru rekao: "Koliko sam prekoračio vrijeme ? Manje ili više od Rafe ? Mislim da Nadal prekorači vrijeme za osam sekundi i nitko mu nikad ne daje opomene. Rafa čačka stražnjicu 30 sekundi, a vi samo gledate. Nitko ne smije ni pisnuti."

## ATP finala

### Pojedinačno (7:2)
| Ishod   | Datum              | Turnir                        | Podloga         | Protivnik          | Rezultat           |
| ------- | ------------------ | ----------------------------- | --------------- | ------------------ | ------------------ |
| Poraz   | 31. srpnja 2006.   | Los Angeles, Kalifornija, SAD | beton           | Tommy Haas         | 6–4, 5–7, 3–6      |
| Pobjeda | 25. rujna 2006.    | Mumbai, Indija                | beton           | Tomáš Berdych      | 6–3, 4–6, 7–6(7–5) |
| Pobjeda | 29. srpnja 2007.   | Indianapolis, Indiana, SAD    | beton           | Frank Dancevic     | 6–4, 7–5           |
| Pobjeda | 30. rujna 2007.    | Bangkok, Tajland              | beton (dvorana) | Benjamin Becker    | 6–2, 6–1           |
| Pobjeda | 12. siječnja 2008. | Sydney, Australija            | beton           | Chris Guccione     | 7–6(7–3), 7–6(7–4) |
| Poraz   | 20. srpnja 2008.   | Indianapolis, Indiana, SAD    | beton           | Gilles Simon       | 4–6, 4–6           |
| Pobjeda | 5. listopada 2008. | Metz, Francuska               | beton (dvorana) | Paul-Henri Mathieu | 7–6(8–6), 1–6, 6–4 |
| Pobjeda | 20. lipnja 2009.   | Eastbourne, UK                | trava           | Frank Dancevic     | 6–3, 7–6(7–5)      |
| Pobjeda | 18. lipnja 2011.   | 's-Hertogenbosch, Nizozemska  | trava           | Ivan Dodig         | 6–3, 6–2           |

### Parovi (6:4)
| Ishod   | Datum               | Turnir                       | Podloga         | Partner              | ProtivniCI                          | Rezultat         |
| ------- | ------------------- | ---------------------------- | --------------- | -------------------- | ----------------------------------- | ---------------- |
| Poraz   | 23. kolovoza 2004.  | Washington, SAD              | beton           | Travis Parrott       | Chris Haggard Robbie Koenig         | 6–7(3–7), 1–6    |
| Poraz   | 19. rujna 2005.     | Peking, Kina                 | beton           | Mihail Južnji        | Justin Gimelstob Nathan Healey      | 6–4, 3–6, 2–6    |
| Poraz   | 26. lipnja 2006.    | Nottingham, UK               | trava           | Igor Kunicin         | Jonathan Erlich Andy Ram            | 3–6, 2–6         |
| Pobjeda | 15. listopada 2007. | Moskva, Rusija               | beton (dvorana) | Marat Safin          | Tomáš Cibulec Lovro Zovko           | 6–4, 6–2         |
| Pobjeda | 24. veljače 2008.   | Rotterdam, Nizozemska        | beton (dvorana) | Tomáš Berdych        | Philipp Kohlschreiber Mihail Južnji | 7–5, 3–6, [10–7] |
| Pobjeda | 28. veljače 2009.   | Dubai, UAE                   | beton           | Rik de Voest         | Martin Damm Robert Lindstedt        | 4–6, 6–3, [10–5] |
| Pobjeda | 26. srpnja 2009.    | Indianapolis, Indiana, SAD   | beton           | Ernests Gulbis       | Ashley Fisher Jordan Kerr           | 6–4, 3–6, [11–9] |
| Pobjeda | 24. listopada 2010. | Moskva, Rusija               | beton (dvorana) | Igor Kunicin         | Janko Tipsarević Viktor Troicki     | 7–6(10–8), 6–3   |
| Poraz   | 23. lipnja 2012.    | 's-Hertogenbosch, Nizozemska | trava           | Juan Sebastián Cabal | Robert Lindstedt Horia Tecău        | 3–6, 6–7(1–7)    |
| Pobjeda | 5. svibnja 2013.    | München, Njemačka            | zemlja          | Jarkko Nieminen      | Marcos Baghdatis Eric Butorac       | 6–1, 6–4         |

## Vanjske poveznice
- Profil tenisača na ATP World Tour.com
- Tursunov na Davis Cup.com